# Aeropuerto Punta Huete
Aeropuerto Punta Huete är en militär flygplats i San Francisco Libre i Nicaragua, strax norr om Managua. 

## Historik
Flygplatsen byggdes på 1980-talet för att ta emot MiG-21-plan. Efter att Humberto Ortega avslöjat att Nicaragua närmat sig Frankrike och Sovjetunionen angående Mirage- och MiG-stridsplan varnade USA för att introducera moderna stridsflyg i regionen. Även om flygplatsen började byggas köptes aldrig några plan.
År 2010 renoverades flygplatsen som en alternativ flygplats för Augusto César Sandino International Airport vid dåligt väder eller jordbävning. Belägen på Managuasjöns norra strand kan den bli en viktig flygplats i Nicaragua. Den tre kilometer långa landningsbanan kan ta emot alla typer av flygplan inklusive stora plan som Boeing 747.